# Chrastický hadec
Chrastický hadec este o arie protejată (arie specială de conservare — SAC, sit de importanță comunitară — SCI) din Republica Cehă întinsă pe o suprafață de 2,77 ha, integral pe uscat.

## Localizare
Centrul sitului Chrastický hadec este situat la coordonatele 50°07′57″N 16°56′43″E / 50.1325°N 16.945278°E.

## Înființare
Situl Chrastický hadec a fost declarat sit de importanță comunitară în aprilie 2005 pentru a proteja 1 specie de plante. Situl a fost protejat și ca arie specială de conservare în iulie 2012.

## Biodiversitate
Situată în ecoregiunea continentală, aria protejată nu include niciun habitat protejat.
La baza desemnării sitului se află o specie protejată de  plante: Asplenium adulterinum.